# Zemsta
Pour plus de détails, voir Fiche technique et Distribution.
Zemsta est un film polonais réalisé par Andrzej Wajda, sorti en 2002.
Zemsta (en français La Vengeance) est l'adaptation de la comédie populaire du même nom, écrite par le dramaturge et poète polonais Aleksander Fredro en 1834.

## Synopsis
Raptusiewicz (Janusz Gajos) réside dans la moitié d'un château tandis que l'autre moitié est habitée par son rival détesté Rejent Milczek (Andrzej Seweryn). Raptusiewicz souhaite se marier avec Podstolina (Katarzyna Figura), la veuve de Lord High Steward, Podstolina cherchant un mari riche. 
De l'autre côté du château séparé par un mur Rejent Milczek, aimerait bien marier son fils Wacław (Rafał Krolikowski) avec Podstolina. Pour compliquer les choses davantage, Wacław est amoureux de Klara (Agata Buzek), nièce de Raptusiewicz, qui l'a recueillie à la suite de la mort de ses parents. L'affaire se corse encore lorsque Klara est courtisée par Józef Papkin (Roman Polanski).
Écrite dans un style ironique, La Vengeance dépeint les caractéristiques d'un pays, marquées, à cette époque, par les nombreuses tragédies subies par la Pologne au cours de son histoire. Wajda a très peu modifié le texte, écrit pour la scène, et a transféré la quasi-totalité de l'œuvre à l'écran.

## Fiche technique
- Titre : Zemsta
- Réalisation : Andrzej Wajda
- Scénario : Andrzej Wajda
- Pays d'origine : Pologne
- Format : Couleurs - 2,35:1 - Dolby Digital - 35 mm
- Genre : Comédie
- Durée : 100 minutes
- Date de sortie : 2002

## Distribution
- Roman Polanski : Józef Papkin
- Janusz Gajos : Czesnik Maciej Raptusiewicz
- Andrzej Seweryn : Rejent Milczek
- Katarzyna Figura : Podstolina Hanna
- Daniel Olbrychski : Dyndalski
- Agata Buzek : Klara Raptusiewiczówna
- Rafal Królikowski : Waclaw Milczek
- Lech Dyblik : Smigalski
- Cezary Zak : Perelka
- Jerzy Nowak : Michal Kafar (bricklayer #1)
- Tadeusz Wojtych : Maciej Mietus (bricklayer #2)
- Henryk Golebiewski : Bricklayer #3
- Jerzy Slonka : le prêtre
- Magdalena Smalara : Rózia - servante de Klara
- Grazyna Zielinska : Cookie of Czesnik